# Radu Buzescu
Radu Buzescu a fost un boier din Țara Românească în timpul domniei lui Mihai Viteazul, care a deținut dregătoria de mare clucer.

## Biografie
S-a căsătorit mai întâi cu o Stanca din Boldești și apoi cu Preda, fiica banului Mihalcea. Radu a luat parte la evenimentele politice și militare importante din acea perioadă. Era frate cu Preda și Stroe Buzescu, cei trei formând grupul fraților Buzești. Împreună cu frații săi i-a ajutat pe voievozii Mihai Viteazul și Radu Șerban în bătălii, îndeplinind diferite misiuni care li s-au încredințat. După moartea lui Mihai Viteazul, frații Buzești s-au opus scurtei domnii a moldoveanului Simion Movilă și l-au ajutat pe Radu Șerban (care le era unchi după mamă) să ajungă pe tronul Țării Românești în octombrie 1601; bucurându-se de o mare autoritate politică și militară, ei au sprijinit în mod constant domnia lui Radu Șerban.
Radu Buzescu și fratele său Preda Buzescu sunt înmormântați la Mănăstirea Călui (ctitorie a familiei Buzeștilor), în timp ce fratele lor Stroe Buzescu este înmormântat la fosta mănăstire din Stănești-Lunca, județul Vâlcea.

## În cultura populară
În filmul Buzduganul cu trei peceți Radu Buzescu este interpretat de Cornel Nicoară, iar în filmul Mihai Viteazul de Septimiu Sever.